# Tiuk!
Tiuk! (k-avem kef) este o revistă culturală de limbă română fondată și condusă de scriitorii Mihail Vakulovski și Alexandru Vakulovski.
Revista există din anul 2000 și publică texte aparținând unor autori cenzurați în diverse moduri, precum și traduceri din rusă, cronici de albume și concerte, interviuri, etc. 
Într-un clasament realizat în anul 2009 de ziarul România liberă, „Top 10 Site-uri literare românești”, revista Tiuk! ocupă poziția a treia.